# زینوس
زینوس (انگلیسی: Xinuos) شرکت نرم‌افزار آمریکایی است، که در سال ۲۰۱۱ تأسیس شد.